# Лакост, Люсьен Бернар

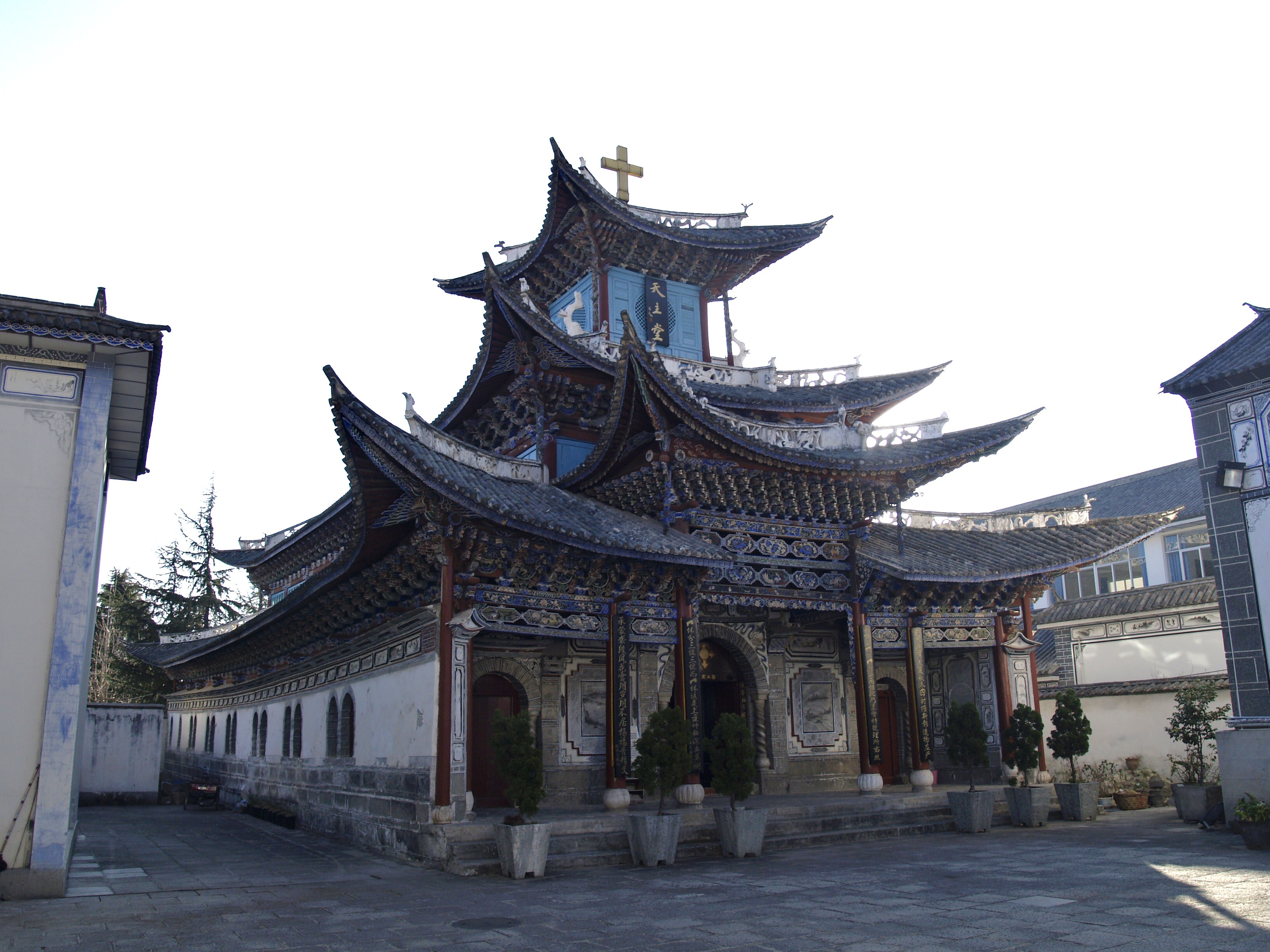
Далиский собор

Люсьен Бернар Лакост  (фр. Lucien Bernard Lacoste, 25.02.1905 г., Навай-Ангос, Франция — 14.08.1989 г., Чиангмай, Таиланд) — католический прелат, епископ Дали с 9 декабря 1948 года по 1952 год, апостольский администратор Чиангмая с 1959 года по 28 апреля 1975 год, миссионер, член монашеской конгрегации «Священники Святейшего Сердца Иисуса».

## Биография
В 1923 году Люсьен Бернар Лакост вступил в мужскую монашескую конгрегацию «Священники Святейшего Сердца Иисуса», после чего обучался философии и теологии в Назарете и Вифлееме. 13 июля 1930 года он был рукоположён в священника.
В 1930 году Люсьена Бернара Лакоста отправили на миссию в Китай, в провинцию Юньнань. После изучения китайского языка он отправился на границу с Бирмой, где проповедовал католицизм среди народа шань.
29 мая 1949 года Люсьен Бернар Лакост был рукоположён в епископа епархии Дали. В 1952 году коммунистические власти Китая выслали Люсьена Бернара Лакоста из страны. В 1954 году он поселился в Таиланде, в городе Чиангмай.
17 ноября 1959 года Святой Престол учредил апостольскую префектуру Чиангмая (сегодня — Епархия Чиангмая), апостольским администратором которой был назначен Люсьен Бернар Лакост.
В 1979 году Люсьен Бернар Лакост, оставшись в Чиангмае, ушёл на пенсию. 14 августа 1989 года епископ Люсьен Бернар Лакост скончался в Чиангмае.